# Жёлтый пахучий муравей

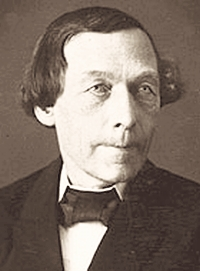
Профессор Вильям Нюландер (William Nylander, 1822—1899) в 1846 году впервые описал этот вид

Жёлтый паху́чий мураве́й (лат. Lasius umbratus) — вид мелких муравьёв из подсемейства Formicinae (Formicidae).

## Распространение
Палеарктика: от Западной Европы и Кавказа до Сибири и Японии.

## Описание
Рабочие имеют длину около 3—5 мм, матки крупнее (7—8 мм), самцы менее 5 мм. Рабочий жёлтый, брюшко тёмно-жёлтое. Самка жёлто-бурая, самец — тёмно-бурый. Муравейники в гнилой древесине, в почве, под камнями. Гнездовые социальные паразиты: оплодотворённая самка паразитирующего вида проникает в гнездо вида-хозяина, убивает в нём царицу, занимая её место, и начинает откладывать свои собственные яйца. Вышедшие из них рабочие особи постепенно заселяют муравейник, сменяя его хозяев. Самка жёлтого муравья (Lasius umbratus), убив предварительно матку, может поселяться в гнезде чёрного садового муравья (Lasius niger)
В Западной Сибири у этих муравьёв обнаружены мирмекофильные клещи Petalomium brevicaudus Khaustov, 2016, P. kurganiensis Khaustov, 2016 (Neopygmephoridae, Pygmephoroidea), Caesarodispus brevipes Mahunka, 1981 (Microdispidae, Pygmephoroidea).